# Vanda Vujanić
Vanda Vujanić (13. kolovoza 1971.), hrvatska je kazališna, televizijska i filmska glumica.

## Filmografija

### Televizijske uloge
- "Bitange i princeze" kao klijentica (2007.)

### Filmske uloge
- "Ti mene nosiš" kao prodavačica u pekari (2015.)
- "Crvena prašina" kao Julija (1999.)
- "Kavica" (1998.)
- "Puška za uspavljivanje" kao basistica (1997.)
- "Večer u đačkom domu" (1993.)

### Sinkronizacija
- "Princeza i žabac" kao Eudora (2009.)
- "Mala sirena" kao Charlotta (2006.)
- "Dama i Skitnica" kao Pega (2006.)
- "Tarzan" (2005.)
- "O mačkama i psima" kao Anči (2001.)

## Vanjske poveznice
- Vanda Vujanić u internetskoj bazi filmova IMDb-u (engl.)
- Stranica na Kazalište-Trešnja.hr  Arhivirana inačica izvorne stranice od 22. veljače 2009. (Wayback Machine)